# Georges Grün
Georges Serge Grün (n. Schaerbeek, Bélgica, 25 de enero de 1962) es un exfutbolista belga que se desempeñó como defensa y militó en diversos clubes de Bélgica e Italia. 

## Selección nacional
Grün jugó 77 partidos internacionales, para la selección nacional belga y anotó 6 goles. Participó en la Eurocopa 1984 y en tres citas mundialistas, que fueron en México 1986, donde Bélgica obtuvo el cuarto puesto, después en Italia 1990 y finalmente en Estados Unidos 1994, donde la selección belga, fue eliminada de ambos mundiales en Octavos de final. Además, Grün marcó solo un gol en la Copa del Mundo FIFA y fue en la derrota por 3-2, ante Alemania en Chicago.

## Clubes
| Club       | País    | Año       |
| ---------- | ------- | --------- |
| Anderlecht | Bélgica | 1982-1990 |
| Parma      | Italia  | 1990-1994 |
| Anderlecht | Bélgica | 1994-1996 |
| Reggiana   | Italia  | 1996-1997 |

## Participaciones en Copas del Mundo
| Mundial                        | Sede           | Resultado        |
| ------------------------------ | -------------- | ---------------- |
| Copa Mundial de Fútbol de 1986 | México         | Cuarto lugar     |
| Copa Mundial de Fútbol de 1990 | Italia         | Octavos de final |
| Copa Mundial de Fútbol de 1994 | Estados Unidos | Octavos de final |